# Lenguas gaélicas
Las lenguas gaélicas o goidélicas son una subfamilia de las lenguas celtas que descienden del protocelta, una de las ramas de las lenguas indoeuropeas. En la subfamilia gaélica se incluyen el irlandés, el gaélico escocés y el manés. Otras lenguas célticas vivas, tales como el galés, el córnico y el bretón no son consideradas gaélicas (rama britónica).
Los idiomas gaélicos han sido históricamente parte de un continuo lingüístico hablado desde el sur de Irlanda a través de la Isla de Man hasta el norte de Escocia. Se le agrega —erróneamente— el "Shelta", que es un dialecto producto de una mezcla entre el irlandés y el inglés, con una sintaxis primariamente inglesa.
Una forma moderna de este grupo, conocida como irlandés moderno temprano o gaélico clásico, fue utilizada como lenguaje literario en Irlanda hasta el siglo XVII y en Escocia hasta el XVIII. Diferencias de ortografía entre estas dos formas se deben a reformas ortográficas más recientes, lo que ha dado como resultado estandarizaciones pluricéntricas complejas.
La ortografía usada en el manés está basada en el inglés y el galés y fue introducida en 1610 por el obispo galés John Phillips.

## Clasificación
El árbol de las lenguas gaélicas es el siguiente:
- Galaico✝
- Irlandés primitivo✝
  - Irlandés antiguo✝
    - Irlandés medio✝
      - Irlandés
      - Gaélico escocés
      - Manés

## Historia
El subgrupo de idiomas gaélicos pertenece al grupo céltico insular. Otro subgrupo de esa rama son las lenguas britónicas, a las que pertenecen el galés, el córnico y el bretón. Ambos subgrupos son insulares, ya que se hablan principalmente en las islas británicas y comparten ciertas características, tales como el uso común de ciertas partículas verbales, el orden de la frase (Verbo, Sujeto, Objeto o Predicado), etc.
Adicionalmente, la rama gaélica es también clasificada como celta-Q, debido a que el sonido protocelta *kw fue originalmente retenido en esta rama (a diferencia de la rama celta-P, en la que rápidamente se transformó en una [p]) Más tarde, ese sonido también se transformó en esta rama, perdiendo su labiación y llegando a ser un simple [k]. El celtíbero retuvo asimismo el sonido *kw, así que ese grupo puede ser considerado igualmente como parte del grupo celta-Q; sin embargo, ese lenguaje no es gaélico, dado que no es insular. Así pues, algunos autores consideran esta subdivisión como superficial y explicable en términos de contactos externos.
No obstante, hay diferencias adicionales entre los dos subgrupos que hacen conveniente su retención por lo menos de manera provisional. Por ejemplo, en el grupo gaélico los sonidos *an, am se han transformado a una é, vocal desnasalizada y con alargamiento antes de un sonido fricativo. Así, por ejemplo, el irlandés antiguo éc (‘muerte’), écath (‘anzuelo’), dét (‘diente’), cét (‘cien’), comparados con el galés angau, angad, dant y cant.

## Descripción lingüística

### celta-P y celta-Q
El siguiente cuadro compara algunas formas léxicas en celta-P (galo-britónico) y en celta-Q (gaélico):
| Protocelta | Galo-britónico | Galo-britónico | Galo-britónico | Galo-britónico | Gaélico  | Gaélico       | Gaélico         | Gaélico | GLOSA    |
| Protocelta | Proto-P        | Galo           | Galés          | Bretón         | Proto-Q  | Irlandés      | Gaélico escocés | Manés   | GLOSA    |
| *kwennos   | *pennos        | pennos         | pen            | penn           | *qenn    | ceann         | ceann           | kione   | 'cabeza' |
| *kwetwar-  | *petwar-       | petuarios      | pedwar         | pevar          | *qethair | ceathair      | ceithir         | kiare   | 'cuatro' |
| *kwenkwe   | *pemp-         | pinpetos       | pump           | pemp           | *qwĩk    | cúig          | còig            | queig   | 'cinco'  |
| *kweis     | *pwis          | pis            | pwy            | piv            | *qwiai   | cé (ant. cia) | cò/cia          | quoi    | 'quién'  |

### Comparación léxica
Los numerales para diferentes lenguas gaélicas son:
| GLOSA | Irlandés antiguo | Irlandés        | Gaélico escocés   | Manés        | PROTO- GAÉLICO        |
| ----- | ---------------- | --------------- | ----------------- | ------------ | --------------------- |
| '1'   | oēn              | -aon in̪         | -aon ɯːn          | nane neːn    | *oin-                 |
| '2'   | da               | dó d̪o           | dhà ɣɑː           | jees ʤiːs    | *dā                   |
| '3'   | trī              | trí tʲɹʲi       | trì t̪ʰɾiː         | tree tʰɾiː   | *trī                  |
| '4'   | cethair          | ceathair cæhɪɹʲ | ceithir ˈkʰʲehiɾʲ | kiare kʲeːr  | *ketʰair (<*kʷetʰair) |
| '5'   | cōic             | cúig kuɟ        | còig kʰoːkʲ       | queig kweg   | *kʷĩkʷe               |
| '6'   | sē               | sé ʃe           | sia ʃia̯           | shey ʃeː     | *sē(χ)                |
| '7'   | secht            | seacht ʃɑxt̪     | seachd ʃaxk       | shiaght ʃaːx | *seχt                 |
| '8'   | ocht             | -ocht ʌxt̪       | -ochd ɔxk         | -oght ɑːx    | *-oχt                 |
| '9'   | noī              | naoi n̪ˠi        | naoi n̪ˠɯːi        | nuy niː/nei  | *noi                  |
| '10'  | deich            | deich dʲɛ       | deich ʧeç         | jeih ʤɛi     | *deχ- (<*dek-)        |